# Tiziano Sclavi
Tiziano Sclavi (Broni, 3. travnja 1953.), talijanski strip-autor. 
Nakon suradnje na brojnim stripovima za razne izdavače, a 1980. godine dolazi u kuću "Bonelli" gdje povremeno piše tekstove za "Zagora" i "Mister No"-a. Neke od najboljih epizoda dotičnih junaka (npr. Zagorov album u boji "Prokleto blago" i epizoda "Incubi", u Jugoslaviji prevedena kao "Demoni ludila", te "Ananga" i "Crvene sjenke" kad se radi o Mister No-u), Sclavijevo su djelo i velika su potvrda njegova talenta. Također je autor serije kratkih stripova "Traper Kerry" (čest dodatak glavnoj priči u stripovima u izdanju novosadskog "Dnevnika").
Godine 1986. na talijanskom tržištu se pojavio novi Sclavijev strip "Dylan Dog" koji je fantastičnom-horror tematikom odmah privukao publiku, te je dugo bio najprodavanija "Bonellijeva" edicija. Stekao je širok krug čitatelja i na području Jugoslavije, gdje je nastavio izlaziti i nakon raspada države.
Uz Sclavija, kao tekstopisci "Dylana Doga" najčešće se pojavljuju Claudio Chiaverotti i Luigi Mignacco, a glavni crtači su Stano, Freghieri, Brindisi, Tacconi, Roi, Montanari, Grassani, Cossu, Micheluzzi, Villa, Piccatto, Dell'Uomo itd.